# Deborah Iurato
Deborah Iurato est une chanteuse pop italienne, née le 21 novembre 1991 à Raguse. Elle a gagné Amici di Maria De Filippi en mai 2014.

## Biographie
Deborah Iurato a commencé sa carrière en 2014 à l'émission de Radio-crochet Amici di Maria De Filippi en remportant la treizième édition.
La même année, elle sort le single Anche se Fuori È Inverno écrite par Fiorella Mannoia et classé no 1 des charts italiens. Axel Hirsoux sort le single Bellissimo en juillet, il s'agit d'une reprise en anglais d'Anche se Fuori È Inverno.

## Discographie

### Single

#### 2014
- Danzeremo a luci spente
- Anche se fuori è inverno
- Piccole cose
- L'amore vero
- Dimmi dov'è il cielo

#### 2015
- Da sola
- Fermeremo il tempo avec Marco Rotelli

#### 2016
- Via da qui avec Giovanni Caccamo
- Sono ancora io

#### 2019
- Stammi bene (on my mind)

#### 2020
- Supereroi
- Ma cosa vuoi?
- Voglia di gridare

#### 2023
- Out of Space

## Tournées
- 2015 Libere Tour
- 2016 Sono ancora io Tour